# Museo de Mosul
El Museo de Mosul es uno de los museos más grandes de Irak, solo superado por el Museo Nacional de Irak en Bagdad. Fue saqueado en 2003 durante la Guerra de Irak. Creado en 1952 por el Reino de Irak, inicialmente constaba de un pequeño recinto que con el tiempo se fue expandiendo hasta la construcción de un nuevo edificio en 1972, con una colección de milenarios objetos asirios.

## Dáesh destruye artefactos del museo
El 10 de junio de 2014 el Estado Islámico de Irak y el Levante ocupó la ciudad y el museo, cuando estaba a punto de ser reinaugurado. Dáesh declaró que destruiría todas aquellas estatuas que fueran contra el Islam. El 26 de febrero de 2015, un día después de haber quemado libros antiquísimos de la biblioteca de Mosul, el grupo difundió un video destruyendo objetos del museo y de la ciudad arqueológica de Nimrud, afirmando que fomentaban la idolatría. Dáesh también manifestó su intención de destruir los muros de Nínive.

### Reacciones
La directora general de la UNESCO, Irina Bokova afirmó haber quedado profundamente afectada al ver el vídeo de la destrucción de la colección del museo y que llamó al presidente del Consejo de Seguridad de la ONU para que convocara a una reunión de emergencia para la protección del patrimonio histórico de Irak como un elemento fundamental para la seguridad del país.

### Bienes destruidos
- Estatua - Representación de Sanatruq.
- León Alado de Nimrud.
- Estatua - Sacerdote de Mosul.
- Máscara de la ciudad de Hatra.
- Toro alado con cabeza humana.
- Puerta de Nergal.

La ciudad sería recuperada por el ejército iraquí tras una larga batalla el 9 de julio de 2017.